# Rehabeam
Rehabeam var ifølge Bibelen søn af Kong Salomo og den fjerde og sidste konge af det forenede kongerige bestående af Israel og Juda.
Første Kongebog kapitel 12 samt den parallelle passage i Anden Krønikebog 10 beskriver hvordan Rehabeam efter Salomos død drager til Sikem for at blive kronet, og folket
beder ham om at lette det tunge åg, hans far havde læsset på dem.
Rehabeam udbeder sig tre dages svarfrist for at spørge Salomos gamle rådgivere, der råder ham til at svare dem med venlige ord, for derved at vinde deres evige loyalitet.
Derefter spurgte han de unge, han var vokset op sammen med.
De rådede ham til tværtimod at gøre deres byrde tungere.
Da de tre dage er gået, svarer Rehabeam folket: “Har min far lagt et tungt åg på jer, vil jeg gøre det tungere; har min far tugtet jer med svøber, vil jeg tugte jer med skorpioner!”
Da folket hørte det, gjorde de oprør.
Dermed blev riget delt i to:
Stammerne Benjamin og Juda støttede Rehabeam, mens de ti tilbageværende stammer valgte Jeroboam som konge.

## Befæstede byer
I anden kongebog nævnes, hvordan Rehabeam udbyggede nogle af Judas byer og gjorde dem til fæstningsbyer.
Det var:
- Betlehem
- Etam
- Tekoa
- Betsur
- Soko
- Adullam
- Gat
- Maresha
- Zif
- Adorajim
- Lakish
- Azeka
- Sor’a
- Ajjalon
- Hebron

## Shishaks angreb
I Rehabeams 5. regeringsår angreb den egyptiske farao Shishak, ofter identificeret med Sheshonk 1., Juda. Han ledte en hær bestående af tolv hundrede vogne, tres tusind ryttere og utallige krigere.
Han indtog Judas fæstningsbyer og nåede til sidst frem til Jerusalem.
Han tog alle skatterne fra kongepaladset og templet, deriblandt de guldskjolde som Salomon havde lavet, hvorefter Rehabem fremstillede bronzeskjolde i stedet.
 Der er for få eller ingen kildehenvisninger i denne artikel, hvilket er et problem. Du kan hjælpe ved at angive troværdige kilder til de påstande, som fremføres i artiklen.